# Лактанций
Луций Цецилий Фирмиан Лактанций (лат. Lucius Caecilius Firmianus Lactantius; около 250, Африка — около 325, Галлия) — ритор из Африки, ученик Арнобия, принявший в 303 году христианскую веру. За образованность и красноречие Лактанций заслужил впоследствии от гуманистов эпохи Ренессанса почетное звание «христианского Цицерона». После прихода Константина к власти в западной части Римской империи Лактанций в 317 году был назначен воспитателем Криспа, наследника императора, и проживал в Трире.
Творческое наследие Лактанция довольно обширно и состоит из целого ряда трудов, главной целью которых было, по выражению Г. Майорова, «оправдать христианство в глазах ещё привязанной к античным ценностям римской интеллигенции», что обусловило «интеллектуально привлекательную и литературно совершенную» форму его произведений. Труды Лактанция написаны изящным стилем с соблюдением классических литературных канонов. Они являются одним из самых ярких образцов не только христианской, но и всей позднеантичной литературы.

## Труды
- «О смерти гонителей» (De mortibus persecutorum) — по форме это произведение, написанное между 316 и 321 годами н. э., близко к памфлету и апологии, и его главной темой является идея божественного возмездия. Описывая события, связанные с гонениями на христиан, и императоров, которые были инициаторами этих гонений, автор, разумеется, не мог оставаться беспристрастным и равнодушным, и тенденциозность этого произведения не может вызывать сомнений. Но, несмотря на это, в нём дается довольно полная и живая картина последнего гонения на христиан в начале IV в., описываются политические события, даются красочные характеристики политических и религиозных деятелей этого времени. Причем лишь первые 6 глав труда посвящены временам от Нерона до Аврелиана, а остальные 46 — периоду тетрархии и первым годам правления Константина и Лициния.
- «Божественные установления» (Divinae institutiones) — представляет определённый интерес для изучения эпохи и, особенно, для отношений язычества и христианства. Несмотря на тенденциозность, характерную для апологетического жанра, труды Лактанция являются очень ценным историческим источником, так как они написаны непосредственным свидетелем и очевидцем событий, и приводимые им сведения в значительной части заслуживают доверия.
- «О гневе Божьем» (De ira Dei) — написано против стоиков и эпикурейцев.
- «О промысле Божьем» (De opificio Dei) — апологетическое произведение, написанное в 303 или 304 году и посвящённое бывшему ученику, богатому христианину по имени Деметриан.

## Издания и переводы
- Луция Цецилия Лактанция Фирмиана… Божественных наставлений седмь книг… С присовокуплением других творений: (1) о гневе божием, (2) о удивительном и чудном строении человека и (3) о кончине гонителей христианства / Пер. И. Н. Тредиаковского. М., 1783. Ч. 1. 408 стр. Ч. 2. 504 с.
- Творения Лактанция… / Пер. Е. Карнеева. СПб., 1848. Ч. 1. 404 с. Ч. 2. 319 с. (перевод подвергнут серьёзной критике. Подробнее см. Садов А. И. Древнехристианский церковный писатель Лактанций. СПб., 1895. С. 33)
- Лактанций. О смертях преследователей / Перевод с латинского языка, комментарии, указатели и библиографический список В. М. Тюленева. — СПб.: Алетейя, 1998. — 279 с. — (Античное христианство. Источники.). — 1800 экз. — ISBN 5-89329-095-0. (перевод подвергнут серьёзной критике К. Чебыкиным в статье «О смертях преследователей (или апофеоз гуманистической науки)»)
- Лактанций. О творении Божием. О гневе Божием. О смерти гонителей. Эпитомы Божественных установлений. / Пер. В. М. Тюленева. (Серия «Библиотека христианской мысли. Источники»). СПб.: Издательство Олега Абышко. 2007. 256 с.
- Лактанций. Божественные установления. / Пер., вступ. статья и прим. В. М. Тюленева. (Серия «Библиотека христианской мысли. Источники»). СПб.: Издательство Олега Абышко. 2007. 512 с.
- Laktanz. Divinae institutiones. Buch 7 «De beata vita». Einleitung, Text, Übersetzung und Kommentar von Stefan Freund. Berlin: de Gruyter, 2009. ISBN 978-3-11-019345-9 (критическое издание и нем. перевод с комментариями кн. 7 «Божественных установлений»).